# Karl Rieck
Georg Friedrich August Karl Rieck, genannt Köster oder Kösting (* 25. August 1851 in Neustrelitz; † im August 1932 ebenda) war ein deutscher Philologe, Gymnasiallehrer und Heimatforscher.

## Leben
Karl Rieck war ein Sohn von Gottlieb Rieck (1816–1858), Küster an der Hof- und Stadtgemeinde und Elementarlehrer am Gymnasium Carolinum in Neustrelitz. Dem Besuch dieses Gymnasiums und dem Abitur ebenda zu Ostern 1870 schloss sich ab 1870 ein Philologie- und Germanistikstudium in Leipzig und Berlin an. Nach einer Zeit als Hauslehrer und als Kollaborator an der Friedrich-Wilhelm-Realschule Stettin von 1874 bis 1876 wurde er 1877 in Halle mit der Dissertation De Proprietatibus quibusdam sermonis Euripidei zum Dr. phil. promoviert. Am 16. April 1879 heiratete er in Neustrelitz Anna Sophie Christiane Karola Grobbecker (* 1859).
Bereits ab 1876 war Rieck als Lehrer am Gymnasium Carolinum Neustrelitz tätig. Zunächst als siebenter Lehrer angestellt, wurde er Ostern 1896 dritter Oberlehrer und am 17. Oktober 1899 erfolgte die Berufung zum Gymnasialprofessor. 1925 ist er als Geheimer Studienrat erwähnt. Seit 1919 im Ruhestand, feierte Karl Rieck am 24. April 1926 mit Kollegen und Schülern sein 50-jähriges Dienstjubiläum.
Ab 1925 war Rieck Mitglied des auf Initiative von Hans Witte gegründeten Mecklenburg-Strelitzer Vereins für Geschichte und Heimatkunde. Als Verfasser von Mecklenburgica schrieb er mehrere Werke zur Regionalgeschichte und Artikel für die Zeitschrift des Heimatbundes Mecklenburg. Daneben war er Mitarbeiter an den von Alfred Fleckeisen herausgegebenen Jahrbüchern für Classische Philologie.
Karl Rieck wird häufig verwechselt mit dem gleichnamigen Rostocker Gymnasialprofessor Karl (Friedrich Christian) Rieck (* 24. Dezember 1851 in Strelitz; † 16. Januar 1930 in Rostock), der unter dem Pseudonym Karl Niger auch als Schriftsteller wirkte. Dessen Bruder war der Kaufmann und Schriftsteller Max Rieck (1857–1932). Da beide fast zeitgleich das Neustrelitzer Gymnasium besucht hatten, wurde dieser (der Neustrelitzer) von den Mitschülern als „Köster“ oder „Kösting“, jener (der Rostocker) als „der schwarze Rieck“ bezeichnet. Der namensgleiche Neustrelitzer Jurist und Ministerialrat (Julius Ludwig) Karl Rieck (* 30. März 1880 in Neustrelitz; † 1940) war ein Sohn des Neustrelitzers.

## Schriften (Auswahl)
- De Proprietatibus quibusdam sermonis Euripidei. (Dissertation, 1877)
- Städtisches Leben in Mecklenburg in den Zeiten des Mittelalters. (2 Bände, 1896/1900)
- Festschrift zur hundertjährigen Jubelfeier am 10. Oktober 1906. Geschichte des Gymnasium Carolinum im ersten Jahrhundert seines Bestehens. Bohl, Neustrelitz 1906 (Digitalisat)
- Katalog der Lehrerbibliothek. (2 Teile, 1912/13)
- Die Personennamen von Woldegk und Umgebung. In: Mecklenburg, Zeitschrift des Heimatbundes Mecklenburg. Bd. 13 (1918), Heft 2, S. 37–41 und 49–66.